# Twente-Achterhoek-Rinne
Als Twente-Achterhoek-Rinne wird eine eiszeitliche Rinne bezeichnet, die sich vom Niederrhein bis westlich von Bentheim nachweisen lässt. Die Rinne wurde von nach Süden abfließendem Schmelzwasser ausgespült. Sie entstand ähnlich und wahrscheinlich zur gleichen Zeit wie der weiter östlich verlaufende Münsterländer Kiessandzug.